# Christine Gagnieux
Christine Gagnieux est une actrice, lectrice et traductrice française.

## Biographie
Christine Gagnieux est née à Lyon. Elle commence une formation d’actrice auprès de Jean-Louis Martin Barbaz, puis dans la classe d’Antoine Vitez et l’atelier de Pierre Debauche au Conservatoire national supérieur d'art dramatique (promotion 1974),.
Elle commence sa carrière d'actrice dans les années 1970, essentiellement au théâtre, dans plus d'une cinquantaine de pièces, mais joue également joué dans plusieurs films et séries. Elle donne également des cours au TNS, Comédie de Saint-Étienne, Conservatoire Maurice Ravel, du XIIIe.

## Spectacles
En tant que comédienne
- 2018 : Peau d'âne d'après le film de Jacques Demy, Musique : Michel Legrand ; Direction artistique : Emilio Sagi, Daniel Bianco, Pepa Ojanguren et Nuria Castejon ; Direction musicale : Thierry Boulanger et Patrice Peyrieras
- 2015 : Bettencourt boulevard de Michel Vinaver mise en scène Christian Schiaretti
- 2014 : Zone libre de Jon Fosse mise en scène Alexandre Zeff
- 2014 : Une faille Saison 2 - Épisodes 3-4 de Sophie Maurer mise en scène Pauline Bureau conception Mathieu Bauer
- 2014 : Une faille Saison 2 - Épisodes 1-2 de Sophie Maurer mise en scène Bruno Geslin conception Mathieu Bauer
- 2013 : Visite au père de Roland Schimmelpfennig mise en scène Adrien Béal
- 2012 : Une faille Saison 1 : Haut-bas-fragile de Sophie Maurer mise en scène Mathieu Bauer conception Mathieu Bauer
- 2012 : Et notre vie sera douce de Dominique Féret
- 2011 : Baroufs d'après Carlo Goldoni mise en scène Frédéric Maragnani
- 2010 : Hébron de Tamir Greenberg
- 2009 : Roberto Zucco de Bernard-Marie Koltès mise en scène Christophe Perton
- 2007 : Extraviada de Mariana Percovich
- 2007 : L'avenir est dans les œufs / Jacques ou la Soumission d’Eugène Ionesco mise en scène Laurent Pelly
- 2007 : La Cage de Stefano Massini mise en scène Fabio Alessandrini
- 2005 : Macbeth d'après William Shakespeare mise en scène Daniel Pâris
- 2005 : Filumena Marturano d’Eduardo De Filippo mise en scène Gloria Paris
- 2004 : Un homme est un homme de Bertolt Brecht mise en scène Bernard Sobel
- 2003 : Le Garçon girafe de Christophe Pellet mise en scène Jean-Louis Thamin
- 2003 : Le Malade imaginaire de Molière mise en scène Alain Germain
- 2003 : Eva Perón de Copi mise en scène Gloria Paris
- 2002 : Baron de Jean-Marie Besset mise en scène Jean-Marie Besset
- 2002 : La Machine infernale de Jean Cocteau mise en scène Gloria Paris
- 2000 : Catégorie 3:1 de Lars Norén mise en scène Jean-Louis Martinelli
- 2000 : Phèdre de Yannis Ritsos mise en scène Jean-Louis Martinelli
- 1999 : Le deuil sied à Electre d’Eugene O'Neill mise en scène Jean-Louis Martinelli
- 1998 : Œdipe le tyran d'après Sophocle mise en scène Jean-Louis Martinelli
- 1998 : Combat de nègre et de chiens de Bernard-Marie Koltès mise en scène Brigitte Foray
- 1997 : Emmanuel Kant Comédie de Thomas Bernhard mise en scène Jean-Louis Martinelli
- 1997 : Une maison de poupée de Henrik Ibsen mise en scène Deborah Warner
- 1997 : Thomas Bernhard Comédies d'après Thomas Bernhard mise en scène Jean-Louis Martinelli
- 1995 : Aux hommes de bonne volonté de Jean-François Caron mise en scène Anita Picchiarini
- 1994 : Andromaque d’Euripide mise en scène Jacques Lassalle
- 1993 : Maison d'arrêt d’Edward Bond mise en scène Jorge Lavelli
- 1993 : Variations Calderón mise en scène Jean-Louis Martinelli
- 1992 : L'Église de Louis-Ferdinand Céline mise en scène Jean-Louis Martinelli
- 1991 : La Musica deuxième de Marguerite Duras mise en scène Jean-Louis Martinelli
- 1990 : Conversation chez les Stein sur Monsieur de Goethe absent de Peter Hacks mise en scène Jean-Louis Martinelli
- 1989 : Le Prince travesti de Marivaux mise en scène Jean-Louis Martinelli
- 1980 : Ils ont déjà occupé la villa voisine de Stanislaw Ignacy Witkiewicz mise en scène Andrzej Wajda
- 1979 : La Mort d'Andrea Del Sarto, peintre florentin d'après Alfred de Musset mise en scène Dominique Muller-Wakhevitch
- 1978 : Bajazet de Jean Racine mise en scène Henri Ronse
- 1977 : Les Paysans d'Yvon Davis… mise en scène Bernard Sobel
- 1976 : Mère Courage et ses enfants de Bertolt Brecht mise en scène José Valverde
- 1976 : Le Démon blanc de John Webster mise en scène Jean-Yves Legavre
- 1975 : Phèdre de Jean Racine mise en scène Antoine Vitez
- 1974 : Le Pique-nique de Claretta de René Kalisky mise en scène Antoine Vitez
- 1973 : m = M de Xavier Pommeret mise en scène Antoine Vitez
- 1972 : Le Château d'après Franz Kafka mise en scène Daniel Mesguich
- 1971 : Les Précieuses ridicules de Molière mise en scène Jean-Louis Thamin
- 1971 : La Tête rétrécie de Pancho Villa de Luis Valdez mise en scène Jacques Blanc et Jean-Louis Martin-Barbaz[5]

En tant que lectrice et narratrice
- 2018 : La Nueve ou les Oubliés de la victoire (documentaire par Alberto Marquardt)
- 2004 : Eldorado de Marius von Mayenburg
- 2003 : Le Garçon girafe de Christophe Pellet
- 1997 : Le Journal d’Alix Cléo Roubaud
- 1994 : Répertoire imaginaire direction artisrtique : Jean-Pierre Jourdain

En tant que traductrice
- 2010 : La Femme incomplète de David Plana